# Parafia Miłosierdzia Bożego w Rokicinach Podhalańskich
Parafia Miłosierdzia Bożego w Rokicinach Podhalańskich – rzymskokatolicka parafia znajdująca się w archidiecezji krakowskiej, w dekanacie Rabka, w Polsce.

## Historia
Parafia w Rokicinach została ustanowiona w 1989 roku. Nabożeństwa odbywały się początkowo w niewielkiej Kaplicy Maryjnej. Budowę kościoła rozpoczęto natomiast w 1990 roku. Świątynia została konsekrowana w 1996 roku przez kard. Franciszka Macharskiego.
W latach 1989–2020 pierwszym proboszczem parafii był ks. kanonik Antoni Syc (w 1988 jeszcze, jako administrator), który zmarł na skutek powikłań po zarażeniu się koronawirusem (SARS-CoV-2).
W 2020 do pracy w parafii skierowany został ks. Robert Janczura, który został jej proboszczem.

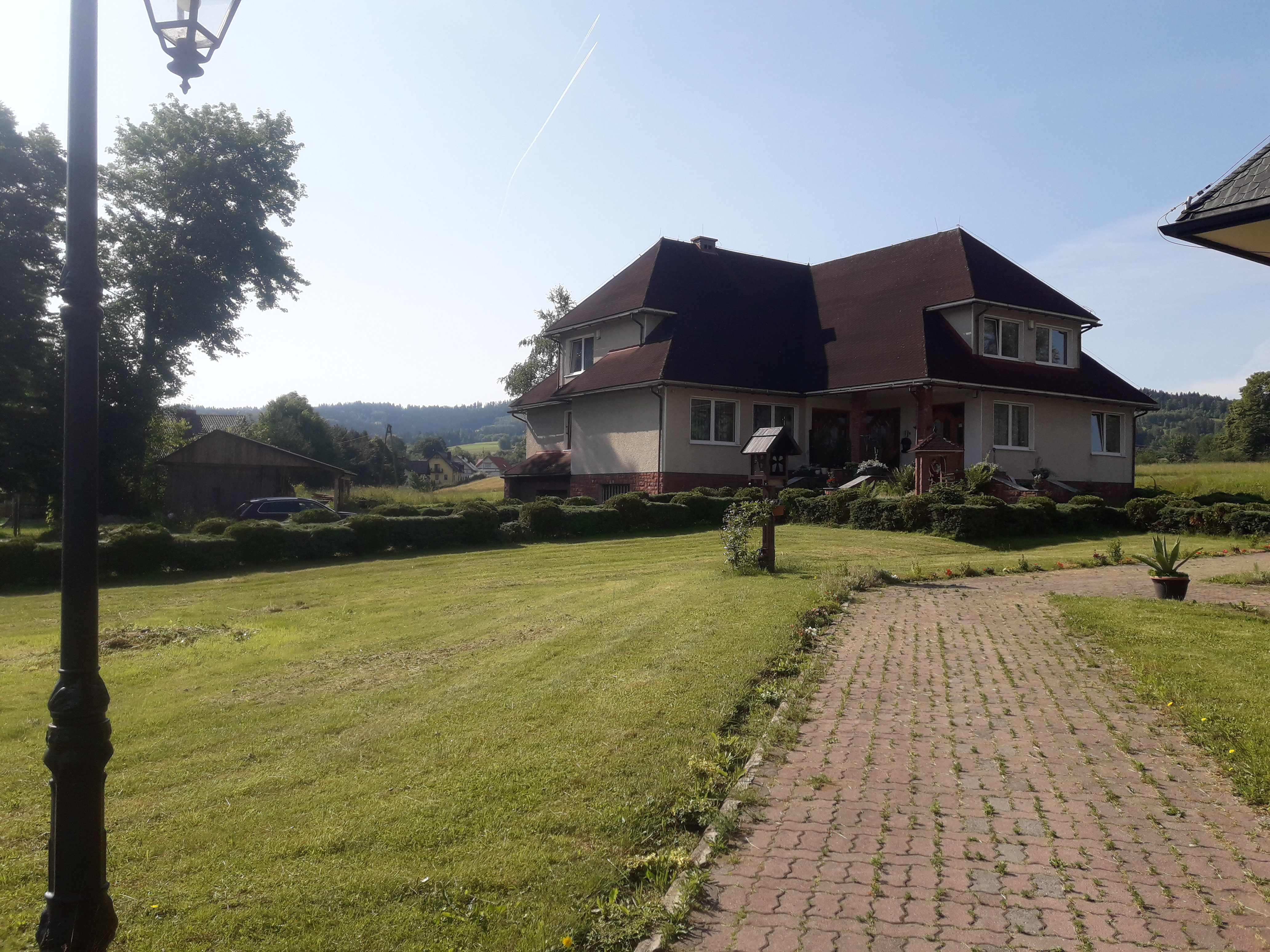
Budynek plebanii
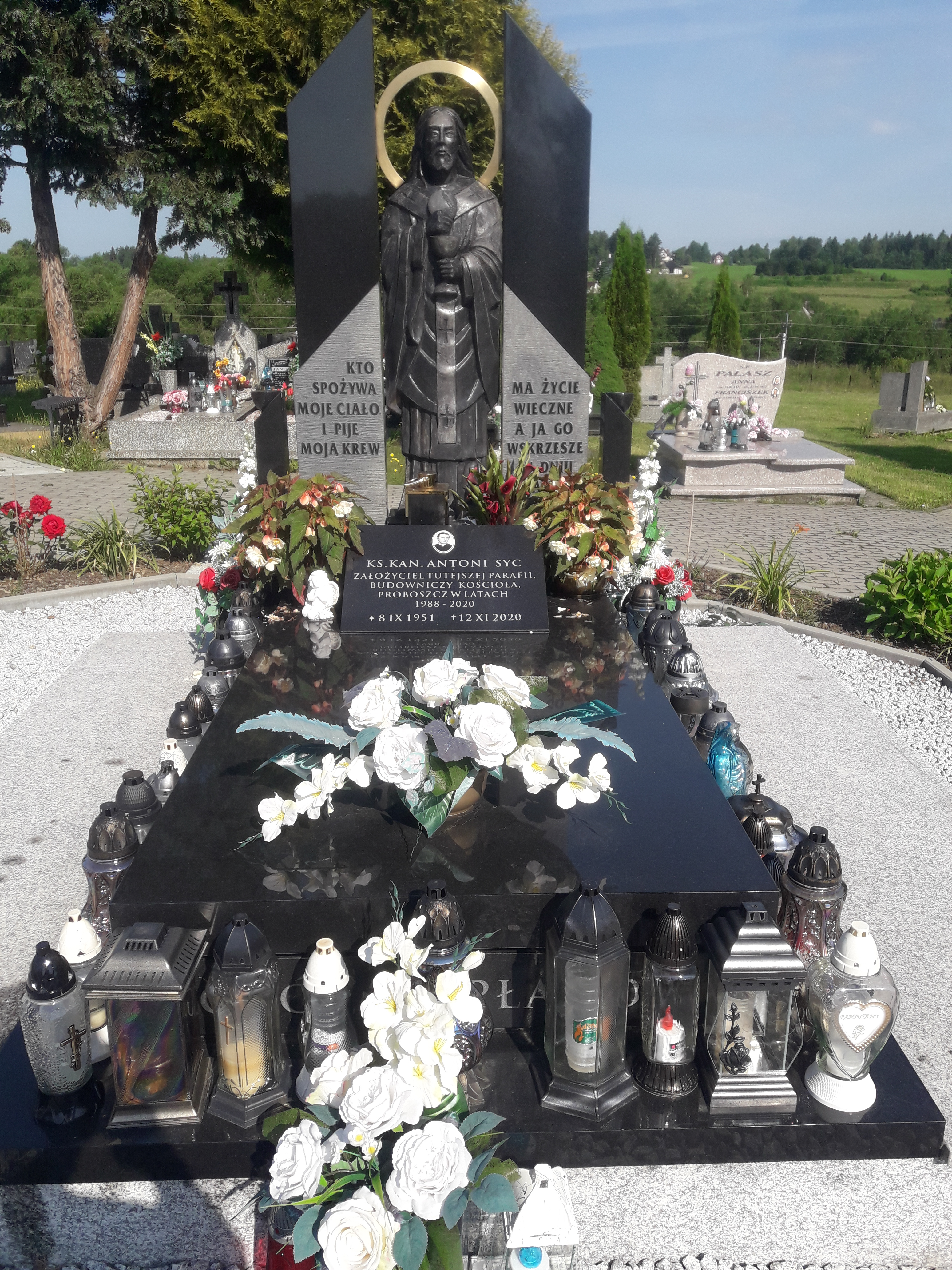
Grób ks. proboszcza kanonika Antoniego Syca na cmentarzu parafialnym
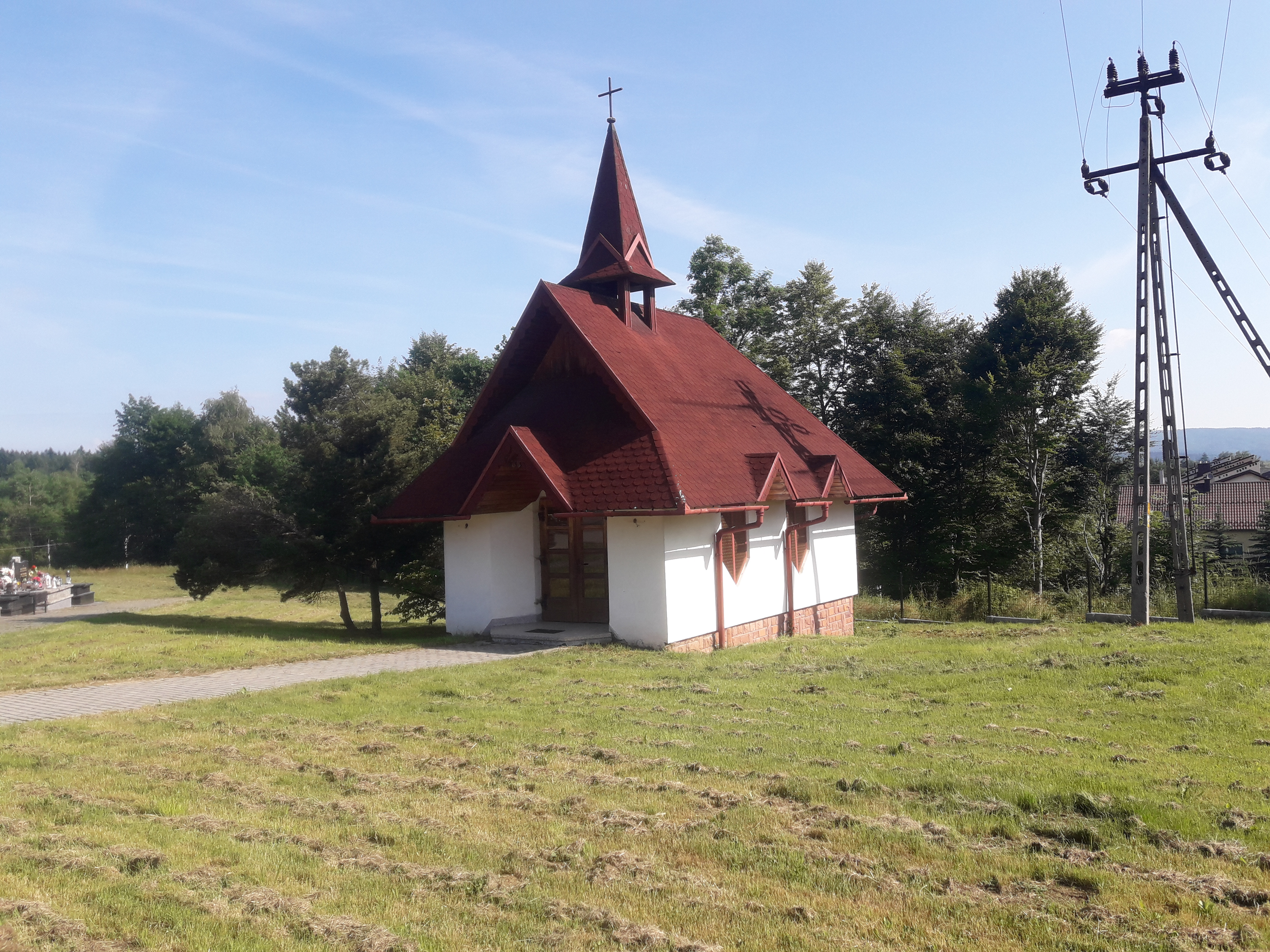
Kaplica cmentarna